# Lista de emissoras de televisão do Espírito Santo
Esta é uma lista de emissoras de televisão no estado brasileiro do Espírito Santo. São 17 emissoras concessionadas pela ANATEL. Pela lei, uma emissora do Serviço Especial de Televisão por Assinatura (TVA) só pode exibir programação temporariamente durante o dia. As emissoras podem ser classificadas pelo nome, canal analógico, canal digital, cidade de concessão, sede, razão social, afiliação e prefixo.

## Canais abertos
| Nome               | CA | CD      | Concessão               | Sede                    | Razão social                                            | Afiliação                                             | Prefixo |
| ------------------ | -- | ------- | ----------------------- | ----------------------- | ------------------------------------------------------- | ----------------------------------------------------- | ------- |
| Rede Brasil ES     | 13 | 18      | Cachoeiro de Itapemirim | Vitória                 | Fundação Cultural Santa Bárbara                         | Rede Brasil                                           | ZYA 539 |
| RedeTV! ES         | —  | 18      | Vitória                 | Vila Velha              | TV 2000 Ltda.                                           | RedeTV!                                               | ZYA 537 |
| TV Assembleia      | —  | 3 (19)  | Vitória                 | Vitória                 | Câmara dos Deputados                                    | .1 TV Câmara .4 TV Senado                             | ZYA 547 |
| TV Capixaba        | —  | 8 (32)  | Cachoeiro de Itapemirim | Vitória                 | S.M. Comunicações Ltda.                                 | Record News .2/.3/.4 Dever em Casa                    | ZYA 546 |
| TV Foz Colatina    | 7  | 16 (32) | Colatina                | Colatina                | Fundação de Assistência e Educação - FAESA              | TV Brasil                                             | ZYA 540 |
| TV Foz Linhares    | 16 | 32      | Linhares                | Linhares                | Fundação Cultural Foz do Rio Doce                       | TV Brasil                                             | ZYA 545 |
| TV Foz São Mateus  | 12 | 16 (30) | São Mateus              | São Mateus              | Fundação Cultural Santa Maria de Deus                   | TV Brasil                                             | ZYA 544 |
| TV Gazeta Noroeste | —  | 9 (24)  | Colatina                | Colatina                | Video Express Ltda.                                     | TV Globo                                              | ZYA 543 |
| TV Gazeta Norte    | —  | 5 (23)  | Linhares                | Linhares                | Sistema Norte de Rádio e Televisão Ltda.                | TV Globo                                              | ZYA 536 |
| TV Gazeta Sul      | —  | 10 (21) | Cachoeiro de Itapemirim | Cachoeiro de Itapemirim | Televisão Cachoeiro Ltda.                               | TV Globo                                              | ZYA 534 |
| TV Gazeta Vitória  | —  | 4 (22)  | Vitória                 | Vitória                 | A Gazeta do Espírito Santo Rádio e TV Ltda.             | TV Globo                                              | ZYA 530 |
| TV Guarapari       | —  | 9 (32)  | Guarapari               | Guarapari               | Fundação Educativa e Cultural de Guarapari              | TV Brasil Rede Minas .2 Canal Educação .3 Canal Saúde | ZYP 603 |
| TV SIM             | —  | 10 (16) | Vitória                 | Vitória                 | Televisão Capixaba Ltda.                                | SBT                                                   | ZYP 601 |
| TV Tribuna         | —  | 7 (42)  | Vitória                 | Vitória                 | Nassau Editora Rádio e TV Ltda.                         | Band                                                  | ZYP 604 |
| TV Vitória         | —  | 6 (38)  | Vitória                 | Vitória                 | Televisão Vitória S/A                                   | Record                                                | ZYA 531 |
| TVE ES             | —  | 2 (20)  | Vitória                 | Vitória                 | Rádio e Televisão Espírito Santo                        | TV Cultura .2 Univesp TV                              | ZYP 606 |
| UVV TV             | —  | 31      | Vitória                 | Vila Velha              | Fund. Universit. de Pesq. Econom. e Sociais de V. Velha | Independente                                          | ZYA 542 |

* - Em implantação

## Canais fechados
- TV Ambiental
- TV Luz (Boas Novas)